# Чжан Сэнъяо

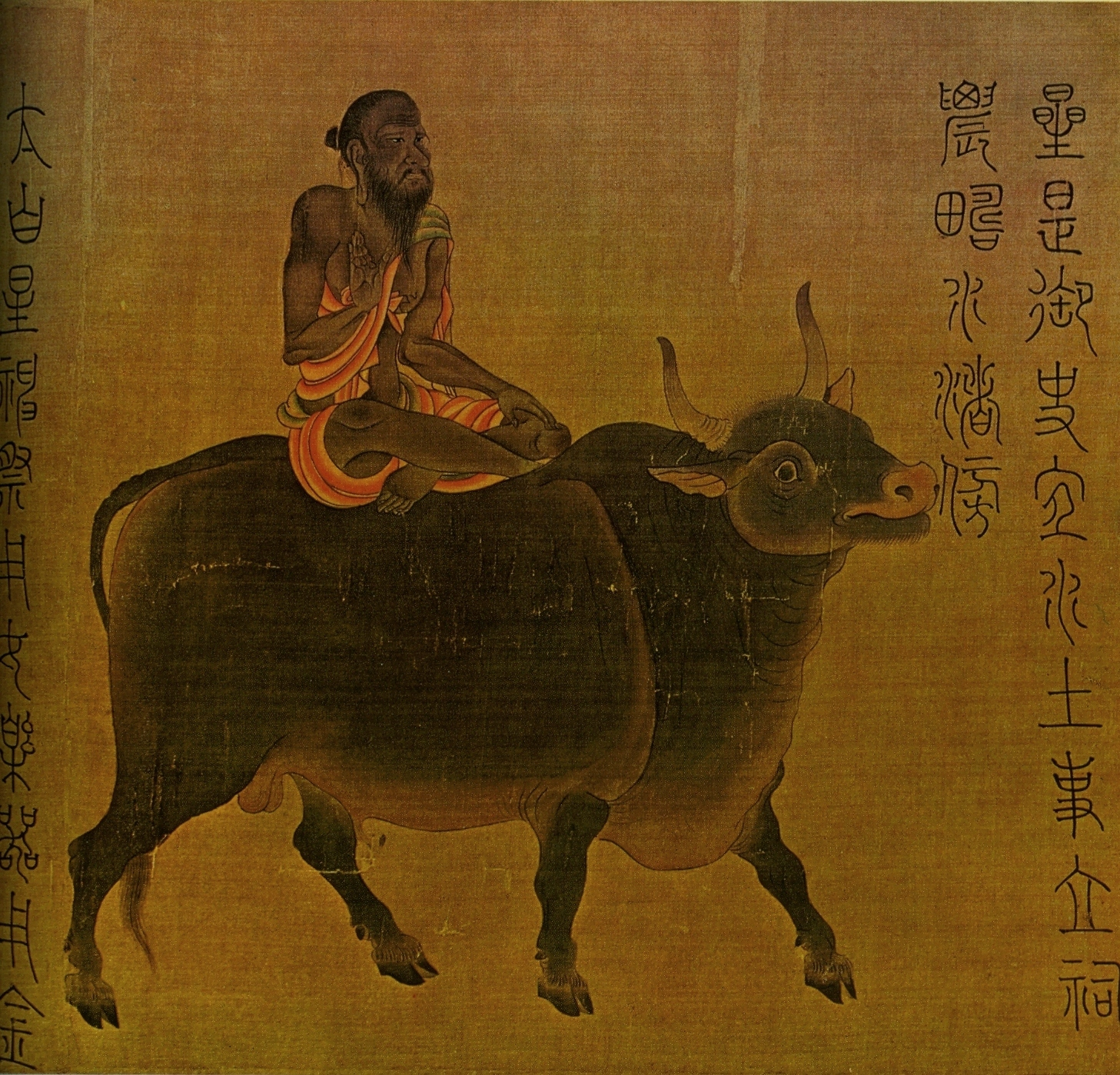
Чжан Сэнъяо. Свиток «Пять планет и двадцать восемь созвездий», деталь — Сатурн. Осака, коллекция Абе. В изображении Сатурна видно индийское влияние: он больше похож на индийского йога, чем на китайское божество.

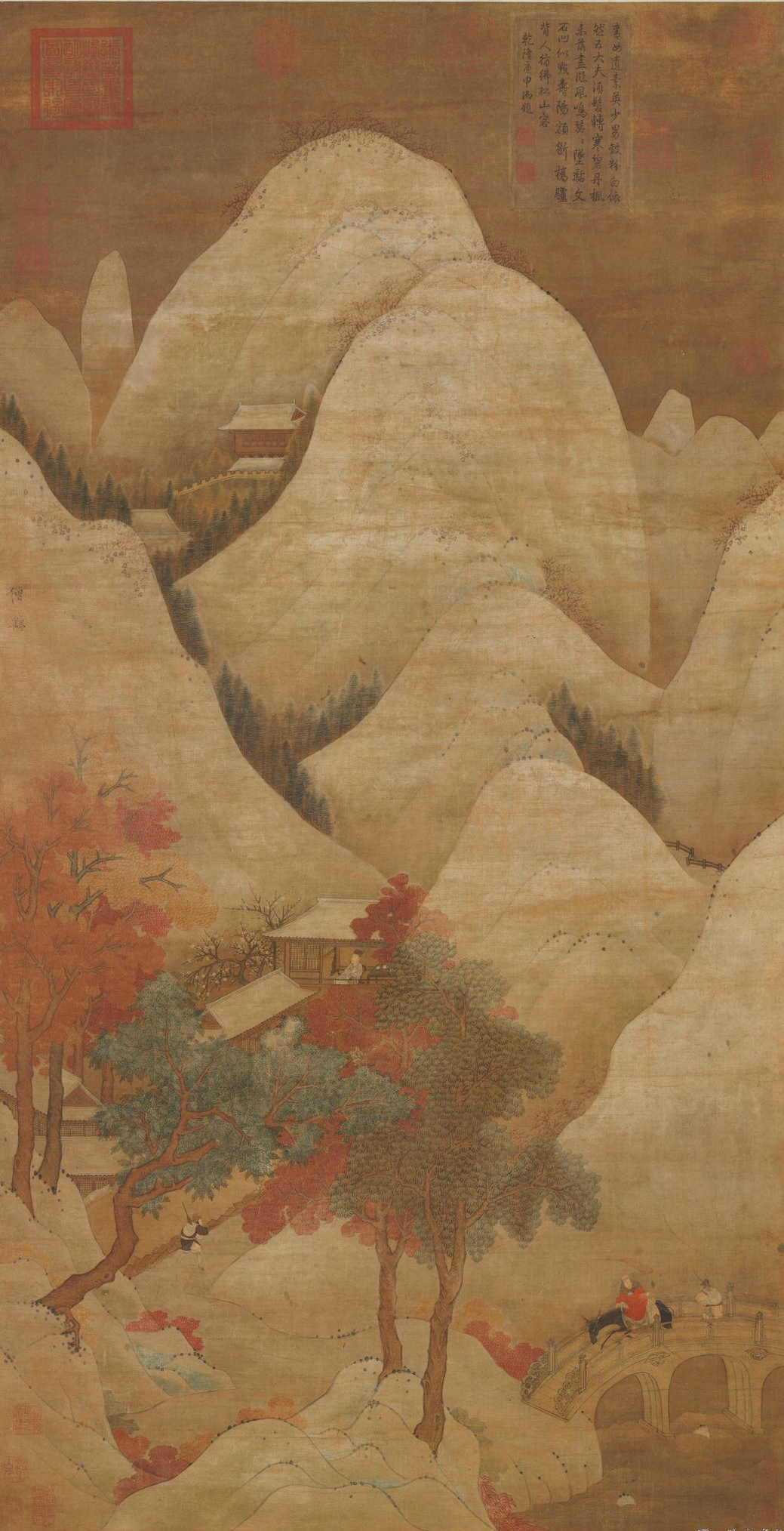
Чжан Сэнъяо. Заснеженные горы, красные деревья. Копия эпохи Мин. Гугун, Тайбэй

Чжан Сэнъя́о или Чжан Сэнъю́ (кит. трад. 张僧繇; ок. 500 — ок. 550) — китайский художник.
Старая китайская традиция причисляет Чжан Сэнъяо к четырём отцам-основателям китайской живописи; трое остальных — это Гу Кайчжи (344—406), Лу Таньвэй (работал в 450х-490х годах), и У Даоцзы (680—740).
Главным источником сведений о художнике является трактат теоретика и критика IX века Чжан Яньюаня «Лидай минхуа цзи» (Записки о прославленных мастерах разных эпох). Как это принято в старинных китайских биографиях древних мастеров, фигура Чжан Сэнъяо расцвечена легендами. Самая знаменитая из них повествует о том, что Чжан Сэнъяо необычайно правдоподобно изображал драконов, и однажды даже нарисовал их без глаз, так как боялся, что они улетят. И действительно, как только он пририсовал двум драконам глаза, они скрылись, а два других, что были без глаз, остались на месте. Впрочем, подобные же истории рассказывались об изображённых им птицах.
Даты рождения и смерти Чжан Сэнъяо неизвестны. Известно лишь, что он был уроженцем Учжуна (сегодня это Сучжоу, провинция Цзянсу). Он служил военным чиновником, и одно время занимал пост судьи в Усине. Расцвет творческой деятельности мастера совпал с периодом правления императора У (настоящее имя Сяо Янь, правил в 502—549гг), основателя недолговечной династии Лян. Это был просвещённый правитель, любитель музыки и живописи, увлекавшийся разными науками, включая мистику и астрологию, и занимавшийся каллиграфией. Его правление было одним из самых спокойных и благотворных в сравнении со всеми правителями южных династий. Император У провёл в своём государстве множество позитивных реформ в сфере образования, писал стихи, и покровительствовал искусству. Несмотря на то, что в государственных делах он придерживался конфуцианских правил, император принял буддизм, приветствовал многие пришедшие из Индии традиции (например, запретил казни, а также убийство животных), на время становился буддийским монахом, за что его очень чтит буддийская традиция, именуя «императором-бодисатвой».
Вероятно этими склонностями императора объясняется то, что ведущий художник его двора Чжан Сэнъяо рисовал в манере, которую традиционно именуют «индийской». Старинные трактаты по живописи именуют её также «вогнуто-выпуклой», подчёркивая, что Чжан Сэнъяо, используя приёмы полихромной живописи, добивался создания иллюзии объёмности изображений. Согласно древним авторам, такая техника живописи пришла в Китай из Индии, они называли её «бескостной», поскольку свои пейзажи Чжан Сэнъяо лепил одним цветом, избегая обрисовки тушью.
После возвращения из Индии в начале V века знаменитого монаха Фасяня, который привёз с собой множество буддийских книг, буддизм стал активно распространяться среди интеллигенции, высокопоставленного чиновничества, и далее стал глубже проникать в народ. Поэтому вскоре возникла необходимость во множестве храмов, и как следствие — нужда в художниках, способных правильно отобразить буддийскую тематику. Вряд ли в государстве Лян был художник, способный лучше сделать это, чем Чжан Сэнъяо. Одна из легенд рассказывает, что мастер расписал столичный храм Ичэн, и к большому изумлению посетителей, привыкших к плоским изображениям, росписи художника выглядели трёхмерными, когда от них отступали на расстояние. В лянском правительстве Чжан Сэнъяо занимал высокий пост хранителя императорской коллекции живописи, писал портреты придворных, а император У лично поручал ему росписи многих буддийских храмов. Эти храмовые росписи погибли во время гонений на буддизм в 845 году. Впрочем, исторические источники сообщают и о его произведениях на даосские темы. Старинные источники сообщают также, что кроме религиозной живописи, и «живописи фигур» Чжан Сэнъяо писал пейзажи.
Чжан Яньюань, автор «Записок о прославленных мастерах разных эпох» кратко и односложно характеризует отличия стилей трёх знаменитых мастеров древности: «Чжан Сэнъяо в портрете передаёт плоть. Лу Таньвэй — остов, Гу Кайчжи — дух». Отличие манеры Чжан Сэнъяо от манеры Лу Таньвэя и их влияние на раскрашенную скульптуру той эпохи отмечается современными специалистами. Худощавые, выполненные тонкими острыми линиями лица, которые связывают с творчеством Лу Таньвэя, в начале VI века сменились округлыми, плотными лицами, которые, как полагают, были результатом распространения манеры Чжан Сэнъяо (скульптуры найдены в гробницах у моста Яохуа в Нанкине, и датируются 521 годом). Манера Чжан Сэнъяо стала особым стилем изображения. Этот стиль был продолжен его сыновьями Шаньго и Жутуном, а также другими художниками.
В мировых коллекциях китайской живописи существует несколько поздних копий пейзажей, выполненных «в стиле Чжан Сэнъяо». Чжан Сэнъяо работал в полихромной технике, а его пейзажи именовались «горы и воды в красных и зелёных тонах» (хунлюй чжунсэхуа шаньшуй). Их также называют «бескостными» или «выполненными в бескостной манере» так как в них нет жёсткой обрисовки предметов чёрной тушью. Напротив, все элементы его пейзажей «лепятся» размывами водяных красок. Любопытно, что сообщения о его «красно-зелёных» пейзажах появляются в китайских сочинениях о живописи только в конце династии Мин, в связи с чем копии его пейзажей или вариации на их тему современные учёные датируют не ранее, чем этим временем.
Копии или имитации пейзажей Чжан Сэнъяо создавали такие известные минские мастера как Лань Ин и Дун Цичан. Последний, в колофоне на своём свитке «Белые облака, красные деревья» из Национального Дворцового музея, Тайбэй, сообщает: «Я много раз копировал „бескостные“ горы Чжан Сэн-ю, но эта работа, выполненная, когда мне было легко и спокойно, единственная, которой я доволен».

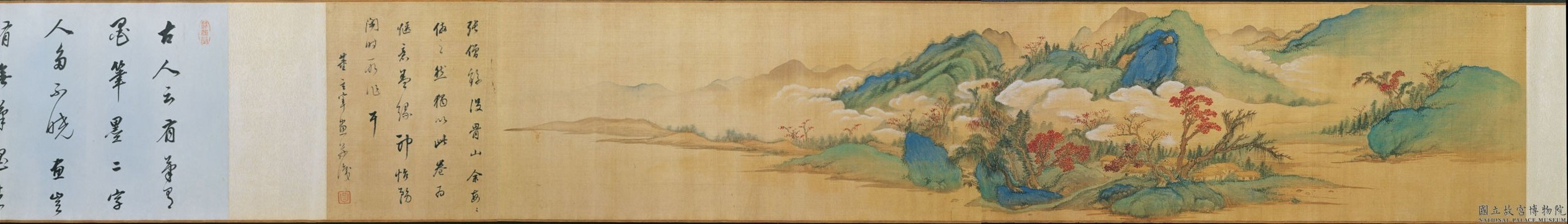
Дун Цичан. Белые облака и красные деревья. Пейзаж в стиле Чжан Сэнъяо, 1628 г. Гугун, Тайбэй.

Как это случилось со многими старинными китайскими мастерами, известными лишь по письменным источникам, не сохранилось ни одного, безусловно подлинного произведения мастера. Сегодня, правда, довольно уверенно, ему приписывается свиток, в отношении которого до сих пор нет единого мнения — подлинник это, или поздняя копия. На свитке есть печать императора Хуэйцзуна (правил в 1100—1125гг), что означает, что он создан по меньшей мере не позднее правления династии Северная Сун (960—1126). Свиток также упоминается в сунском императорском каталоге «Сюаньхэ хуапу». Он называется «Пять планет и двадцать восемь созвездий» (Осака, коллекция Абе). На нём изображены фигуры, символизирующие Марс, Юпитер, Сатурн, Венеру и Меркурий. 28 созвездий — это звезды, занимающие фиксированную позицию; пять планет, Солнце и Луна подвижную — они символизируют божества, которые руководят небом и сменой четырёх времён года. На свитке из Осаки изображено только пять планет и двенадцать созвездий — по всей вероятности свиток состоял из двух частей, и вторая часть с недостающими созвездиями была утеряна. Вполне возможно, что это произведение было создано для астрологических занятий императора У. Однако исследователи считают, что в том виде, в каком он ныне существует, свиток инспирирован центральноазиатскими космологическими идеями, которые могли проникнуть в Китай не ранее периода Суй — Тан (531—906).
Чжан Сэнъяо относится к крупнейшим мастерам эпохи Шести династий, а его творчество сыграло важную роль в становлении китайской национальной школы живописи.

Чжан Сэнъяо. Свиток «Пять планет и двадцать восемь созвездий». Сунская копия. Коллекция Абе, Осака.

## Список произведений Чжан Сэнъяо
(по кн. James Cahill «An index of early Chinese painters and paintings: Tang, Sung, and Yüan» University of California Press. 1980)
- Осенний пейзаж. Сообщается, что это сунская копия по работе Чжан Сэнъяо. Поздняя минская или раннецинская копия в стиле школы Лань Ина. Тайбэй, Гугун
- Заснеженные горы и деревья с красной листвой. Подписано именем художника. XVII век. Тайбэй, Гугун.
- Пять планет и двадцать восемь созвездий. Сохранилась картина с 12 созвездиями, остальные 16 вероятно были на парном свитке. Возможно, очень близкая копия танской композиции. Надписи в каллиграфическом стиле печатей воспроизводит текст (согласно сопутствующему замечанию) автора VIII века Лян Лин-цзаня. Колофоны Дун Цичана и Чэнь Цзижу. Осака, Муниципальный музей.
- Чистка слона. Приписывается. Вероятно написан Цзуй Цычжуном в позднеминский период. Существуют другие версии этой композиции. Галерея Фрир, Вашингтон.